# Clickair
Clickair war eine spanische Billigfluggesellschaft mit Sitz in Barcelona. Sie fusionierte 2009 mit Vueling und wurde in diese integriert.

## Geschichte
Die Fluggesellschaft hat den Flugbetrieb am 1. Oktober 2006 mit sechs Flugzeugen aufgenommen. Eigentümer von Clickair war die Catair Lineas Aereas SL mit fünf Unternehmen, die jeweils 20 % des Aktienkapitals halten. Diese sind Cobra (ein Dienstleistungsunternehmen der Gruppe ACS), Iberia, das Reiseunternehmen Iberostar, die Gesellschaft Nefinsa und der Risikokapitalfonds Quercus Equity. Der Aufsichtsrat des Unternehmens bestand aus zehn Personen, wobei jedes Gründungsmitglied zwei Vertreter stellt. Clickair zählte sich selbst zu den Billigfluggesellschaften und strebte an, bis Ende 2008 die Flotte auf 30 Maschinen und die Anzahl der beförderten Passagiere auf 10 Mio. auszubauen.
Clickair arbeitete eng mit Iberia zusammen. Einige Regionalstrecken, die nur ein- bis zweimal täglich geflogen wurden, wurden von Iberia an Clickair ausgelagert (z. B. Zürich-Barcelona). Es wurden aber auch neue Strecken, welche von Iberia nicht bedient wurden, ins Streckennetz aufgenommen (z. B. Dubrovnik-Barcelona). Die meisten Flüge von Clickair wurden von Iberia im Codeshare angeboten. Das bedeutet, dass die Clickairflüge auch eine Iberia-Flugnummer trugen und deshalb in den Reservierungssystemen auch als Iberia-Flug auftauchen.

### Fusion mit Vueling
Mitte 2008 wurden Pläne für eine Fusion von Clickair mit der ebenfalls aus Spanien stammenden Vueling bekannt. Im November gleichen Jahres wurden die europäischen Wettbewerbsbehörden von der Fusion formell in Kenntnis gesetzt. Im Juli 2009 begann der letzte Schritt zur Fusion, bei dem Clickair Schritt für Schritt in die Marke Vueling integriert wurde, so wurden unter anderem das Marketing und die Lackierung der Flugzeuge vereinheitlicht. Clickair sollte somit mittelfristig als Außenauftritt verschwinden, was bis Ende 2009 auch geschehen ist.

## Ziele
Die Heimatbasis war der Flughafen Barcelona-El Prat. Maschinen waren auch in Valencia und Sevilla stationiert. Als Ziele wurden unter anderem Lissabon, Porto, London, Rom, Mailand, Genf, Zürich, Berlin, Dubrovnik, Prag, Amsterdam, Dublin, Wien, Bukarest und Paris von Spanien aus angeflogen. Außerdem wurden Flüge innerhalb Spaniens angeboten. Die internationalen Flüge wurden ein- bis zweimal täglich bedient, die innerspanischen bis zu sieben Mal pro Tag.
Außerhalb Europas wurden Tanger, Casablanca und Nador in Marokko sowie Tel Aviv in Israel angeflogen.

## Flotte
(Stand: Februar 2009, vor Abschluss der Fusion)
- 25 Airbus A320-200 (180 Sitzplätze; wurden teilweise an Vueling überstellt)